# Samuel Pac
Samuel Pac herbu Gozdawa (1590—1627) – rotmistrz husarski, chorąży wielki litewski, jeden z najdzielniejszych rycerzy swojej epoki. Uczestniczył w wojnie polsko-rosyjskiej 1609–1618. W 1610 r. został pod Moskwą ranny w głowę, a pod Smoleńskiem otrzymał postrzał w nogę. Jako pułkownik Jana Karola Chodkiewicza odznaczył się pod Kirchholmem, Smoleńskiem, Chocimiem i w wojnie inflanckiej przeciw Gustawowi II Adolfowi. Początkowo pełnił urząd rotmistrza królewskiego od 1621, potem regimentarza wojsk litewskich. W dniu 5 maja 1623 roku otrzymał godność chorążego wielkiego litewskiego. Zmarł 8 stycznia 1627, mając 37 lat. Pochowany został w katedrze w Wilnie, gdzie zachowała się jego tablica nagrobna.

## Życie prywatne
Był drugim synem Mikołaja Dominikowicza Paca, podkomorzego brzeskiego, i jego żony Zofii Agaty Sapieżanki, wdowy po Adamie Hajko (synu Jana). Bratem jego był Stefan, podkanclerzy, podskarbi litewski i sekretarz królewski. Był wnukiem Dominika, kasztelana smoleńskiego, oraz ojcem Jana Samuela. Spokrewniony z rodem Sapiehów, był wnukiem Bohdana Sapiehy (zm. 1593), wojewody mińskiego. Żoną Samuela Paca była Petronella Tryznianka, córka Piotra Tryzny, starosty bobrujskiego. Miał z nią czworo dzieci (dwie córki i dwóch synów).

### Wywód genealogiczny
| 4. Dominik Pac                   |  |                           |  |  |               |
|                                  |  | 2. Mikołaj Pac            |  |  |               |
| 5. Anna Łozczanka                |  |                           |  |  |               |
|                                  |  |                           |  |  | 1. Samuel Pac |
| 6. Bohdan Pawłowicz Sapieha      |  |                           |  |  |               |
|                                  |  | 3. Zofia Agata Sapieżanka |  |  |               |
| 7. Maryna Andrejewna Kapuścianka |  |                           |  |  |               |
|                                  |  |                           |  |  |               |